# William Thomas Stead
William Thomas Stead, född 5 juli 1849 i Darlington, död 15 april 1912 i Atlanten, var en engelsk journalist och redaktör på Pall Mall Gazette under åren 1883-1889. Han omkom vid förlisningen av RMS Titanic.

## Biografi
Stead var pionjär inom grävande journalistik och introducerade intervjun i journalistiken. På 1880-talet stod han bakom flera uppmärksammade och skandalösa reportage, inte sällan från Londons slumområden. Ett av dessa var The Maiden Tribute of Modern Babylon 1885.
När han slutade som redaktör för Pall Mall startade han istället magasinet Review of Reviews som utkom en gång i månaden. Han blev också en av de allra första redaktörerna som anställde kvinnliga journalister.
Han var fredsivrare och bevakade noga Haagkonventionerna 1899 och 1907. Den 10 april 1912 steg Stead på RMS Titanic i Southampton som förstaklasspassagerare för att närvara vid en fredskongress i Carnegie Hall i New York senare samma månad. Det finns inte så många vittnesmål om Steads handlingar ombord på Titanic efter isbergskollisionen den 14 april. Han beskrevs ha hjälp kvinnor i livbåtar och gett bort sitt livbälte till en annan passagerare. Stead ska sedan lugnt ha satt sig i förstaklassens rökrum och läst en bok medan förlisningen pågick. Hans kropp återfanns aldrig.
1886 hade Stead publicerat kortnovellen How the Mail Steamer Went Down in Mid Atlantic by a Survivor. Den fiktiva historien handlade om ett icke namngivet post och passagerarfartyg som kolliderar på Atlanten och sjunker. Fartyget har också för få livbåtar till alla ombord. Han förklarade den med orden "-Det här är exakt vad som kan ske och kommer att ske så länge fartyg går till sjöss utan tillräckligt med livbåtar".